# 1883 en Colombie-Britannique
Chronologie de la Colombie-Britannique
- 1879
- 1880
- 1881
- 1882
- 1883
- 1884
- 1885
- 1886
- 1887

Cette page concerne des événements qui se sont produits durant l'année 1883 dans la province canadienne de Colombie-Britannique.

## Politique
|

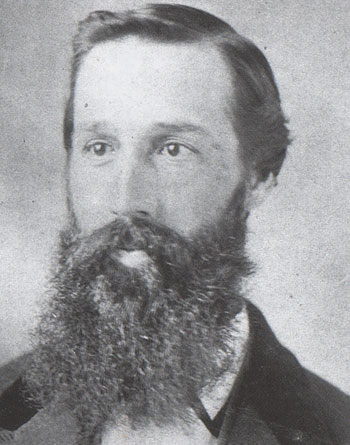
William Smithe

- Premier ministre : Robert Beaven puis William Smithe.
- Chef de l'Opposition :
- Lieutenant-gouverneur : Clement Francis Cornwall
- Législature :

## Événements
- 29 janvier : William Smithe devient premier ministre de la Colombie-Britannique, remplaçant Robert Beaven.